# Kotva (elektrotechnika)

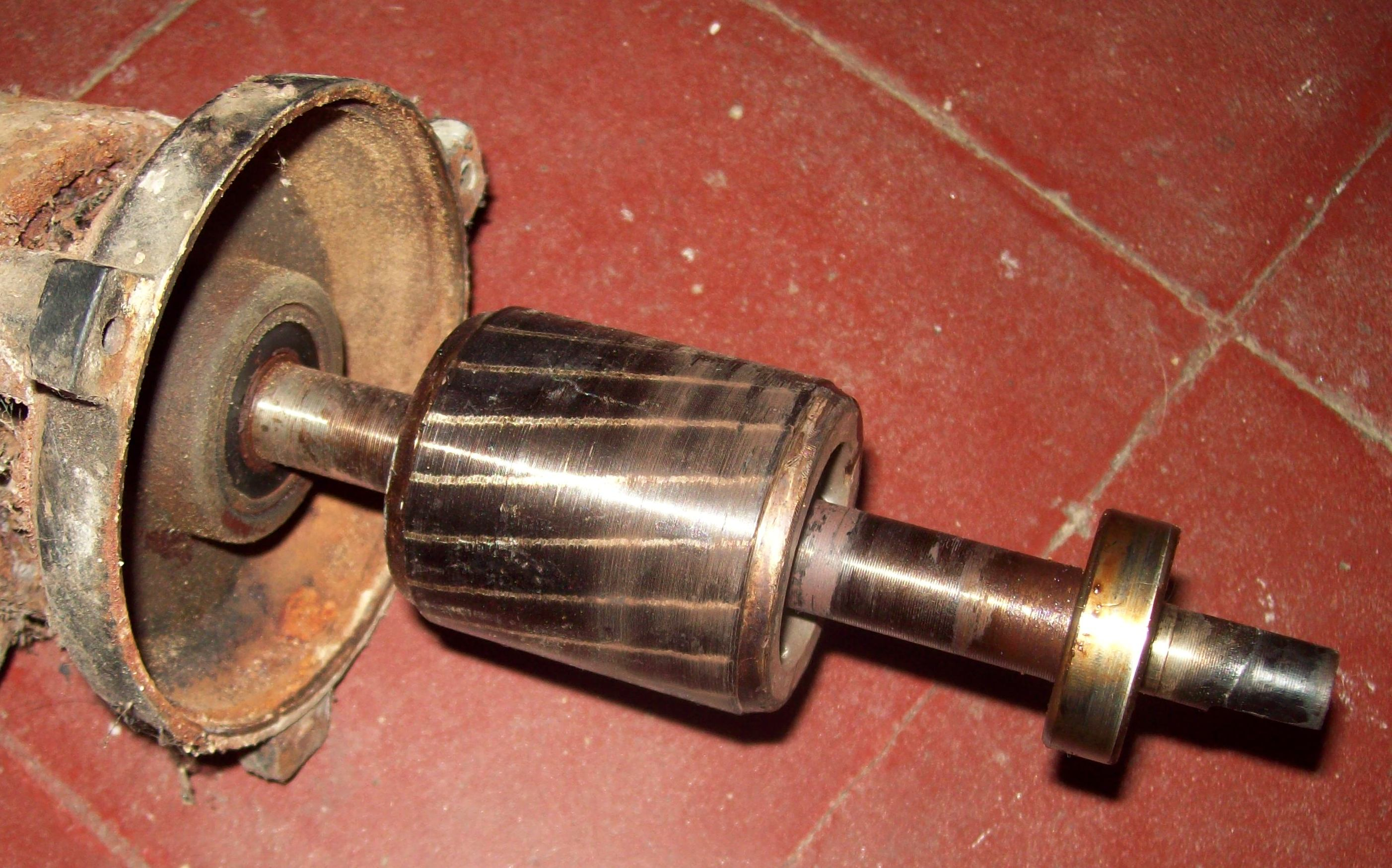
Demontovaná kotva (rotor) asynchronního motoru

Kotva je v elektrotechnice označení pro součásti magnetického obvodu elektrických strojů a přístrojů. 

## Kotva strojů
V oblasti elektrických strojů je kotva (někdy též indukt) součást komutátorového točivého elektrického stroje, ve které se indukuje elektrické napětí – ta část vykonává práci, nemusí jít nutně o práci mechanickou. Běžně se kotvou označují i části elektrických strojů bez komutátoru. 
U synchronních motorů je to stator a u asynchronních a stejnosměrných motorů je to rotor (u asynchronních strojů se však napětí indukuje ve statoru i rotoru). 
U elektrických strojů jsou tyto části téměř vždy skládány z elektrotechnických plechů (tzv. statorové a rotorové plechy s příměsí křemíku, viz Feromagnetismus), aby se zamezilo ztrátám vířivými proudy, snížily se magnetické ztráty a zvýšila účinnost.

## Kotva přístrojů

Animace pohybu kotvy relé

V oblasti elektrických přístrojů se jako kotva označuje i jedna z částí elektromagnetických relé a stykačů, jde o část z masivní magneticky měkké oceli, kterou jsou spínány/rozpínány kontakty. 